# Dahouara
Dahouara (arabisch الدھوارة) ist eine algerische Gemeinde in der Provinz Guelma mit 7886 Einwohnern. (Stand: 1998)

## Geographie
Dahouara wird umgeben von Bouchegouf im Norden, von Oued Cheham im Nordosten und von Khezara im Westen.